# Glandularia aristigera
Glandularia aristigera är en verbenaväxtart som först beskrevs av Spencer Le Marchant Moore, och fick sitt nu gällande namn av Tronc.. Glandularia aristigera ingår i släktet Glandularia och familjen verbenaväxter. Inga underarter finns listade i Catalogue of Life.